# Dipteropeltis (kräftdjur)
Denna artikel handlar om kräftdjuret Dipteropeltis. För växtsläktet med samma namn, se Dipteropeltis.
Släktet Dipteropeltis i familjen Argulidae, underklassen karplöss bland kräftdjuren innehåller den enda arten Dipteropeltis hirundo.. Arten lever som ektoparasit på fiskar i Sydamerika, till exempel pirayor och Pseudoplatystoma fasciatum.